# Хуан де Діос Мартінес
Хуан де Діос Мартінес Мера (ісп. Juan de Dios Martínez‎‎‎‎; 9 березня 1875 — 27 жовтня 1955) — еквадорський політик, президент країни з 1932 до 1933 року.
На його честь названо головну вулицю столиці Еквадору Кіто.